# Dexter Clark
Dexter Dewayne Clark (* 5. Mai 1964 in Dermott, Arizona) ist ein ehemaliger US-amerikanischer American-Football-Spieler. Er spielte eine Saison auf der Position des Defensive Backs für die Detroit Lions in der National Football League (NFL).

## College
Clark besuchte zwischen 1983 und 1986 die University of Toledo, wo er für die Toledo Rockets College Football spielte. In seiner ersten Saison spielte er in allen elf Spielen und konnte 4 Interceptions fangen. In seiner zweiten Saison spielte er in allen zwölf Spielen und konnte 2 Interceptions und 54 Tackles erzielen. 1985 erzielte er insgesamt 45 Tackles und 5 Interception in allen elf Spielen. In seiner letzten Saison erzielte Clark 56 Tackles und fing eine Interception.

## NFL
Nachdem Clark im NFL Draft 1987 nicht ausgewählt wurde, verpflichteten ihn die Detroit Lions. Diese setzten ihn am dritten Spieltag gegen die Tampa Bay Buccaneers und am vierten Spieltag gegen die Green Bay Packers ein.